# Michael Caloz
Michael Caloz (Montréal, 2 maggio 1985) è un attore e doppiatore canadese.
Ha intrapreso l'attività cinematografica fin da bambino; a soli 8 anni ha iniziato a prender parte a diversi film e telefilm, tra cui Screamers - Urla dallo spazio (1995), La prova (1996), oltre ad aver partecipato a famose serie televisive come Hai paura del buio? nel 1993 e Piccoli brividi nel 1997.
Per la sua attività come giovane attore Caloz ha ottenuto due nomination per quanto riguarda gli Young Artist Awards, negli anni 1996 e 1997.

## Filmografia

### Attore

#### Cinema
- Sotto controllo (Relative Fear), regia di George Mihalka (1994)
- Screamers - Urla dallo spazio (Screamers), regia di Christian Duguay (1995)
- La prova (The Quest), regia di Jean-Claude Van Damme (1996)
- The peacekeeper - Il pacificatore (The Peacekeeper), regia di Frédéric Forestier (1997)
- Affliction, regia di Paul Schrader (1997)
- L'incarico (The Assignment), regia di Christian Duguay (1997)
- Little Men, regia di Rodney Gibbons (1998)
- Escape from Wildcat Canyon, regia di Marc F. Voizard (1998)

#### Televisione
- The Lifeforce Experiment, regia di Piers Haggard (1994)
- Uno sconosciuto in casa (Natural Enemy), regia di Douglas Jackson (1996)
- Whiskers, regia di Jim Kaufman (1997)
- Bad As I Wanna Be: The Dennis Rodman Story, regia di Jean de Segonzac (1998)

#### Serie TV
- Hai paura del buio? (Are You Afraid of the Dark?) – serie TV, episodi 2x7 (1993)

- Sirens – serie TV, episodi 2x10 (1994)
- Piccoli brividi (Goosebumps) – serie TV, episodi 3x8-3x9 (1997)
- Les orphelins de Duplessis – serie TV, 4 episodi (1999)